# 沃尔夫-吕迪格·内茨
沃尔夫-吕迪格·内茨（德語：Wolf-Rüdiger Netz，1950年12月15日—），德国男子足球运动员，司职前锋。他曾代表东德国奥队参加1980年夏季奥林匹克运动会足球比赛，获得一枚银牌。